# 79. Sinfonie (Haydn)
Die Sinfonie F-Dur Hoboken-Verzeichnis I:79 komponierte Joseph Haydn im Jahr 1784 während seiner Anstellung als Kapellmeister beim Fürsten Nikolaus I. Esterházy.

## Entstehung der Sinfonien Nr.79, 80 und 81

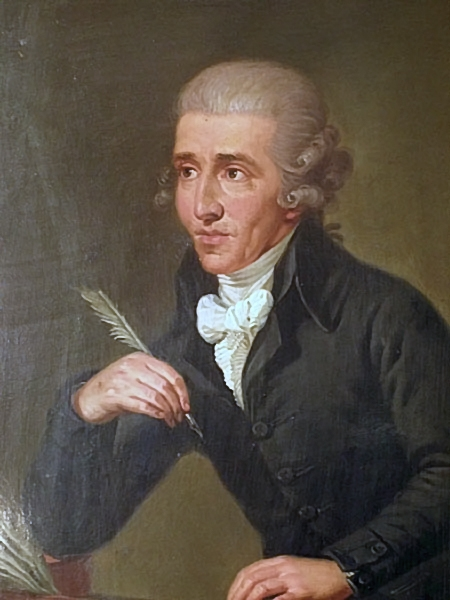
Joseph Haydn (Gemälde von Ludwig Guttenbrunn, um 1770)

Die wahrscheinlich im Jahr 1784 komponierten und (wie Nr. 76, 77 und 78) als „Serie“ für den öffentlichen Markt konzipierten Sinfonien Nr. 79, 80 und 81 haben eine unklare Entstehungs- und verworrene Publikationsgeschichte: Haydn bot die Sinfonien im Oktober 1784 dem Verleger Boyer an, aber noch 1784 erschien Nr. 80 und 81 zusammen mit der Ouvertüre zur Oper Armida beim Verleger Forster, und Anfang 1785 wurden sie vom Verleger Toricella in Wien angekündigt, der sie aber wegen finanzieller Schwierigkeiten an Artaria verkaufen musste, bei dem sie im März erschienen. In Paris vertrieb Le Duc Ende 1785 die Ausgabe von Artaria in Kommission, und wohl ebenfalls um 1785 erschienen wahrscheinlich nicht autorisierte Ausgaben bei Hummel und (nur Nr. 80 und 81, als drittes Werk eine Sinfonie von Karl von Órdonez) bei Guera in Lyon und Paris.
Haydn schrieb im Brief vom 25. Oktober 1784, der möglicherweise an den Pariser Verleger Nadermann gerichtet war:

„Da Euer Wohledelgeb. verflossenes Jahr drei Symphonien von meiner Composition angenommen, so erbiete ich mich abermals drei ganz neue, sehr fleissig bearbeitete Symphonien, sauber und correct geschrieben, für 15 Ducaten bis Ende November einzureichen.“

Der niedrige Preis von 15 Dukaten für die drei Sinfonien kann nach Anthony van Hoboken (1957) damit zusammenhängen, dass die Werke vorher schon von Artaria angenommen waren, und Haydn nun noch trachtete, „einigen Gewinn“ daraus zu erhalten.
In Haydns Entwurf-Katalog hat er nur die Sinfonie Nr. 81 im Anschluss an Nr. 76, 77 und 78 eingetragen. Anthony van Hoboken (1957) vermutet insgesamt, dass Nr. 81 als erste und Nr. 79 als letzte vollendet wurde.

„(…) III Sinf. à 11 mit 1 Flöte und 2 Fagotten, aus D moll, F. und G. Immerfort herrlich, aber für geübte Orchester (…).“

„Wieder sind die drei Werke so verschieden voneinander wie nur möglich, aber gleichzeitig hat man den Eindruck, als wolle Haydn hier ausprobieren, wie weit man einerseits in der Anpassung an einen nicht sehr gehobenen Geschmack gehen kann und wie weit man andererseits mit seinem spezifischen Symphonie-Typus, vor allem mit den Sonatensätzen experimentieren kann. Es beginnt sehr harmlos, vielleicht alzu harmlos mit der F-Dur-Symphonie I:79: ein Sonatensatz, der formal sehr einfach und aus lauter konventionellen, kaum individualisierten Formeln gebaut ist, unterhaltsam, aber auch nicht mehr, ein graziös ornamentales Adagio, das, kurz bevor der Hörer entschlummert, von einem Allegro vertrieben wird, das nur aus einem Rondothema mit kurzer Coda besteht; ein Menuett, das – dies ist ein gemeinsamer Zug der drei Symphonien – Tonfälle des Tanzmenuetts aufgreift, aber sehr symphonisch durchführt; schließlich ein Rondo, dessen erstes Couplet in f-Moll in eine kurze Durchführung übergeht, während das zweite Couplet in ausführlicher Zeilenreihung entwickelt wird.“

## Zur Musik
Besetzung:  Querflöte, zwei Oboen, zwei Fagotte, zwei Hörner, zwei Violinen, Viola, Cello, Kontrabass. Über die Beteiligung eines Cembalo-Continuos in Haydns Sinfonien bestehen unterschiedliche Auffassungen.
Aufführungszeit:  ca. 20 bis 25 Minuten (je nach Einhalten der vorgeschriebenen Wiederholungen).
Bei den hier benutzten Begriffen der Sonatensatzform ist zu berücksichtigen, dass dieses Schema in der ersten Hälfte des 19. Jahrhunderts entworfen wurde (siehe dort) und von daher nur mit Einschränkungen auf die Sinfonie Nr. 79 übertragen werden kann. – Die hier vorgenommene Beschreibung und Gliederung der Sätze ist als Vorschlag zu verstehen. Je nach Standpunkt sind auch andere Abgrenzungen und Deutungen möglich.

### Erster Satz: Allegro con spirito
F-Dur, 4/4-Takte, 155 Takte

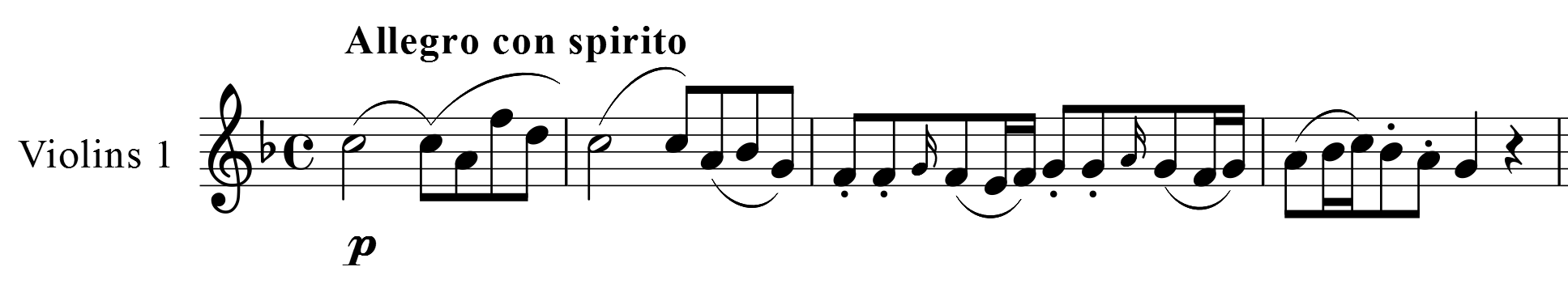
Beginn des Allegro con spirito

Das erste, gesangliche Thema (Takt 1–8) in periodischer Struktur wird piano mit Stimmführung von Fagott und 1. Violine vorgetragen. Takt 1 und 2 (entsprechend 5 und 6) sind legato gehalten, Takt 3 und 4 (entsprechend 7 und 8) weisen eine abgesetzte, rhythmische Figur mit Sechzehntel-Drehfloskel auf, die für den weiteren Satzaufbau prägend ist: Bereits im Forte-Block ab Takt 9 tritt die Drehfloksel als Variante auf, teils im Unisono des ganzen Orchesters, teils in den Ober- und Unterstimmen. Die Drehfloskel wird dann zunächst ab Takt 19 mit vierfacher Tonrepetition zu einem neuen Motiv kombiniert, ehe sie ab Takt 24 dominant in Erscheinung tritt unter rhythmisch auflockernder Begleitung aus Akzenten und Synkopen.
Das zweite Thema (Dominante C-Dur, ab Takt 29) beginnt als signalartiger Unisono-Dreiklang abwärts und ist von seinem Motiv aus vierfacher Tonrepetition (ähnlich Takt 19) und Trillerfloksel geprägt, am Ende des Themas (Takt 36/37) tritt aber wiederum die Drehfloksel dazu. Nach weiteren Akzenten folgt ab Takt 43 eine weitere Passage mit der Drehfloksel, die echohaft im Piano wiederholt wird. Die Schlussgruppe (ab Takt 52, forte) greift die Figur aus drei aufsteigenden Noten vom Ende der vorigen Forte-Passage (Takt 46) auf und beendet die Exposition mit drei Akkordschlägen in C-Dur.
Die Durchführung (ab Takt 61) wiederholt die Akkordschläge vom Ende der Exposition in A-Dur und d-Moll und greift dann das erste Thema in B-Dur (Subdominante) auf. Der Forte-Block aus Takt 9 mit der Drehfloksel im Unisono beginnt in g-Moll und wechselt dann über A-Dur nach d-Moll, wo ab Takt 82 kurz das zweite Thema erscheint. Abrupt auf Es abbrechend, isoliert Haydn dann die rhythmische Schlussfloskel des zweiten Themas, zunächst im Piano der 1. Violine, dann im Forte-Unisono des ganzen Orchesters. Mit dieser Schlussfloskel leitet Haydn auch zur Reprise über.
Die Reprise (ab Takt 101) ist gegenüber der Exposition verändert und setzt teils die Verarbeitung aus der Durchführung fort: Beim ersten Thema ist die Flöte mit stimmführend, der Nachsatz ist im kontrastierenden f-Moll gehalten und spinnt das Material dann bis Takt 116 fort, wo nun das zweite Thema (F-Dur) einsetzt. Anschließend wird das Motiv aus vierfacher Tonrepetition mit der Drehfloksel (aus Takt 19) verarbeitet, zunächst im zögerlichen Piano, dann forte im mehrstimmigen Einsatz. Auch das Dreinotenmotiv der Schlussgruppe wird nun noch einer Verarbeitung unterzogen (ab Takt 133, anfangs kombiniert mit der Drehfloksel im Bass). Nach Wiederholung der Passage entsprechend Takt 43 beendet die reguläre Schlussgruppe den Satz. Exposition sowie Durchführung und Reprise werden wiederholt.

### Zweiter Satz: Adagio cantabile – Un poco allegro
B-Dur, 3/4-Takt, 106 Takte
Im Adagio cantabile wird ein Hauptthema vorgestellt und anschließend sechsmal nahezu unverändert bis graduell variiert wiederholt.
- Vorstellung des periodisch strukturierten Themas in den Streichern. Das Thema ist durch seine punktierten Rhythmen, die mehrfachen Pausen und die Akzente in Takt 3 und 7 gekennzeichnet. Das Thema weist Ähnlichkeiten zum Hauptthema des zweiten Satzes aus Wolfgang Amadeus Mozarts Sinfonie Es-Dur KV 543 auf.[10]
- Variation 1 (Takt 9 bis 16): Flöte mit stimmführend, die Bläser füllen die Pausen der ersten Themenhälfte.
- Variation 2 (Takt 17 bis 25): Stimmführung in Flöte und Streichern, erste Themenhälfte in der Dominante F-Dur (mit Septime) und von kontinuierlicher Tonrepetition in Viola / Bass unterlegt.
- Variation 3 (Takt 26 bis 32): wie Variation 2, aber Bläser füllen die Pausen der ersten Themenhälfte.
- Variation 4 (Takt 33 bis 40): Beginnend forte im ganzen Orchester, dann Figuration des Themas in der 1. Violine.
- Variation 5 (Takt 41 bis 48): Wie Variation 3, aber in der ersten Themenhälfte vertauschte Rollen von Bläsern und Violinen, zweite Hälfte mit Figuration des Themas in Flöte und 1. Violine.
- Variation 6 (Takt 49 bis 56): Wie Variation 5 mit graduell anderer Instrumentierung (z. B. Flöte im Thementakt 4, Fagotte im Thementakt 5 / 6).

Das Adagio klingt als deklamierende Phrase der 1. Violine aus. Überraschend folgt nun mit dem Tempowechsel zu „un poco allegro“ ein neues, rondoartiges Thema in der Struktur A-B-A´, wobei der A-Teil und B mit A´ wiederholt werden. Das Thema erinnert durch seinen Auftakt und die Tonrepetition etwas an den Beginn des ersten Satzes von Haydns Sinfonie Nr. 39. Nach Vorstellung des Rondothemas folgt ab Takt 85 eine kurze mehrstimmige Piano-Fortspinnung der Streicher, ehe das Thema wie am Ende vom A´- Teil nochmals forte im ganzen Orchester gebracht wird. Das Satzende hat Haydn so gestaltet, dass die Musik im Pianissimo sich zunächst verlangsamt und abzubrechen scheint, ehe ein paar kräftige Akkordschläge im Fortissimo den Satz abrupt abschließen.
Die Verbindung eines Adagios mit einem „kehrausartigen“ Allegro-Anhang ist einzigartig in sämtlichen Sinfonien Haydns.

### Dritter Satz: Menuetto. Allegretto
F-Dur, 3/4-Takt, mit Trio 64 Takte
Das Menuett ist durch Wechsel und Kombination gleichmäßiger Viertel- und abgesetzter Achtelbewegung in Phrasierung aus 4+2-taktigen Einheiten geprägt. Der erste Teil beginnt auftaktig mit Stimmführung in Flöte, 1. Oboe, 1. Violine und Bass. Die übrigen Instrumente begleiten, 2. Violine und Viola in abgesetzter Achtelbewegung. In den Folgetakten ist teils die Viertel-, teils die Achtelbewegung dominant (in Takt 5–8 treten auch die Hörner solistisch hervor). Der letzte Zweitakter wiederholt die Schlusswendung des vorigen Viertakters echohaft im Piano. Der Mittelteil beginnt wieder als Viertakter mit Trübung nach d-Moll im ersten Takt. Ab Takt 17 treten zunächst die Fagotte, dann die 1. Oboe solistisch hervor mit einer ähnlichen Passage wie vorher die Hörner. Beim Wiederaufgreifen des Hauptteils ist die Verteilung von Stimmführung und Begleitung geändert (nun stimmführend: Flöte, 1. Oboe, Violinen, Achtelbegleitung in Fagott, Viola, Bass).

„Ein Ausdruck bukolischer Heiterkeit erfüllt auch das Menuett, in dem besonders einige feinsinnige Bläsersoli auffallen: zuerst für die beiden Hörner, dann für die beiden Fagotte und schließlich für eine Oboe.“

Das tänzerisch-volksliedhafte Trio (ebenfalls F-Dur) ist durch den Wechsel von Triobesetzung in drei Instrumenten (piano) und ganzem Orchester (forte) geprägt. Im ersten Teil aus zwei viertaktigen Phrasen besteht die „Triobesetzung“ aus 1. Oboe, 1. Violine und begleitender 2. Violine (in durchlaufenden Achteln ähnlich wie vorher im Menuett). Der zweite Teil verkürzt anfangs die Phrasen auf Zweitakter und tauscht in der Triobesetzung die Oboe durch die Flöte. Beim Wiederaufgreifen des Hauptteils in der Instrumentierung gibt die Flöte in der „Triopassage“ kurze Einwürfe. Das Thema des Trios weist mit seinem Auftakt und der Tonrepetition Ähnlichkeiten auf zum Schlusssatz aus Mozarts Hornkonzert KV 412 sowie zum Allegro-Teil des zweiten Satzes.
Howard Chandler Robbins Landon hebt den Satz hervor: Wenn Charles-Maurice de Talleyrand-Périgord im Gedanken an die Jahre vor 1789 ein Stück Musik hätte auswählen sollen, das alles in sich schlösse, was edel, schön und typisch an jener Epoche war, dann wäre seine Wahl vielleicht auf dieses „Wunder von einem Menuett“ gefallen.

### Vierter Satz: Finale. Vivace
F-Dur, 2/4-Takt, 247 Takte
Der Satz ist als Rondo strukturiert:
- Vorstellung des tänzerischen Refrains (Takt 1 bis 29), der nach dem Muster A-B-A´ aufgebaut ist (A sowie B- A´ werden wiederholt), im Streicherpiano. Der Refrain ist durch den Wechsel von zweifacher (meist auftaktiger) Achtel-Tonrepetition und kurzen, fallenden Linien in Sechzehnteln gekennzeichnet. Der periodisch strukturierte A-Teil endet in der Dominante C, die im B-Teil dominiert. Der B-Teil wir als „gedehnter“ Vorhalt abgeschlossen, ehe eine Variante des A-Teils mit teils versetztem Einsatz vom Kopfmotiv den Refrain abschließt.
- Das Couplet 1 (Takt 30 bis 93) ist nach dem Muster A-A-B (der zweite A-Teil ist nur durch Hinzufügung einer Fagottstimme graduell variiert) aufgebaut. Es kontrastiert zum Refrain durch den Wechsel nach f-Moll, den Einsatz des ganzen Orchesters im Forte und den dramatischen Charakter inklusive Tremolo. Das auftaktige Kopfmotiv des Refrains wird durchführungsartig verarbeitet und tritt teils auch im mehrstimmigen Einsatz auf. Mit dem stockenden Auftaktmotiv leitet Haydn zum Refrain zurück.
- Der Refrain (Takt 94 bis 122, F-Dur) läuft nun ohne Wiederholungen der Abschnitte durch. Das Fagott ist mit der 1. Violine zusammen stimmführend.
- Das tänzerische Couplet 2 (Takt 123–176) steht in der Subdominante B-Dur und weist die Struktur a-a-b-a-b-a auf. Es steht durchweg im Forte und ist durch seine lebhafte, durchlaufende Sechzehntelbewegung der parallel geführten Violinen charakterisiert (die auftaktige Tonrepetition erinnert an den Refrain). Die Überleitung zum Refrain erfolgt mit einer Variante des Kopfmotivs vom Refrain im Piano der Violinen und dem Auftaktmotiv (überraschend auch kurz im Forte).
- Der Refrain (Takt 177–205) ist wie vorher mit Stimmführung von Fagott und 1. Violine gehalten
- Der Satz schließt als Coda, die das Kopfmotiv aufgreift, den Auftakt nochmals isoliert und intensiv „ins Stocken“ bringt, schließlich im Forte die erste Refrainhälfte wiederholt und dann nochmals den Themenkopf durch die Instrumente wandern lässt.